# Bamberg, Staatsbibliothek, Msc.Med.2
Die Handschrift Bamberg, Staatsbibliothek, Msc.Med.2 ist eine Sammelhandschrift mit medizinischen Texten aus dem 10. Jahrhundert. Sie wurde auf Veranlassung von Heinrich II. aus Italien nach Bamberg gebracht, wo sie bis zur Säkularisation Teil der dortigen Dombibliothek war. Heute wird sie als Teil der Kaiser-Heinrich-Bibliothek in der Staatsbibliothek Bamberg verwahrt.
Der Kodex misst 18 auf 14,5 cm und umfasst 232 Blatt Pergament, die mit je 16 langen Zeilen beschrieben sind. Der Einband stammt von 1611.
Die Schrift ist eine italienische Minuskel des 10. Jahrhunderts; die Ausstattung ist abgesehen von einigen Flechtbandinitialen und rubrizierten Kapitelüberschriften eher schlicht.
Die Handschrift enthält ein Fragment der Gynaeciorum epitome des Theodorus Priscianus (fol. 1r-5r), einen fälschlich Kleopatra zugeschriebenen Text über Pessare (De pessis, fol. 5r-11r), einen gynäkologischen Traktat Cura omnium causarum matricis (fol. 22r-45v), eine als Antidotarium bekannte Rezeptsammlung (fol. 45v-93r) und das zweite Buch der Physica Plinii.